# Tillandsia bergeri
Tillandsia bergeri là một loài thuộc chi Tillandsia. Đây là loài bản địa của Brasil.

## Hình ảnh

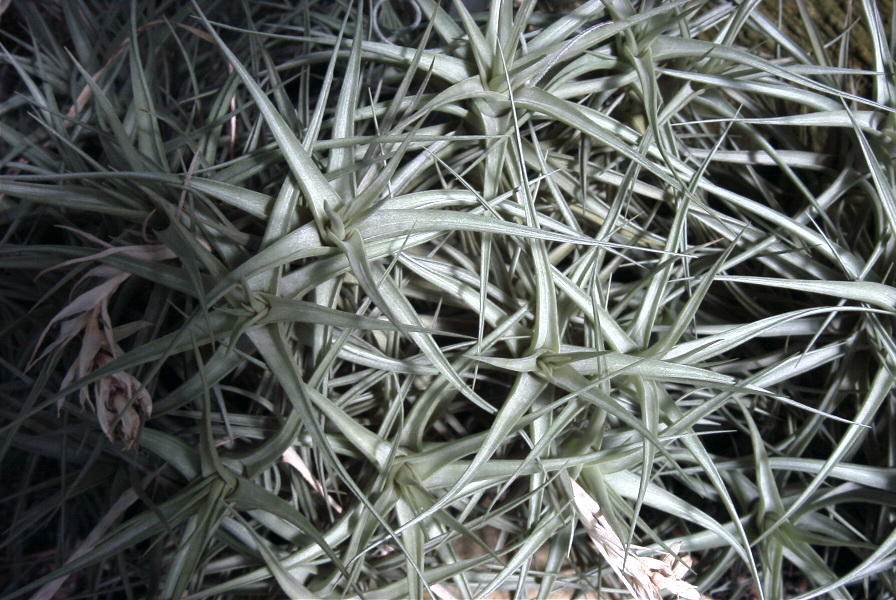
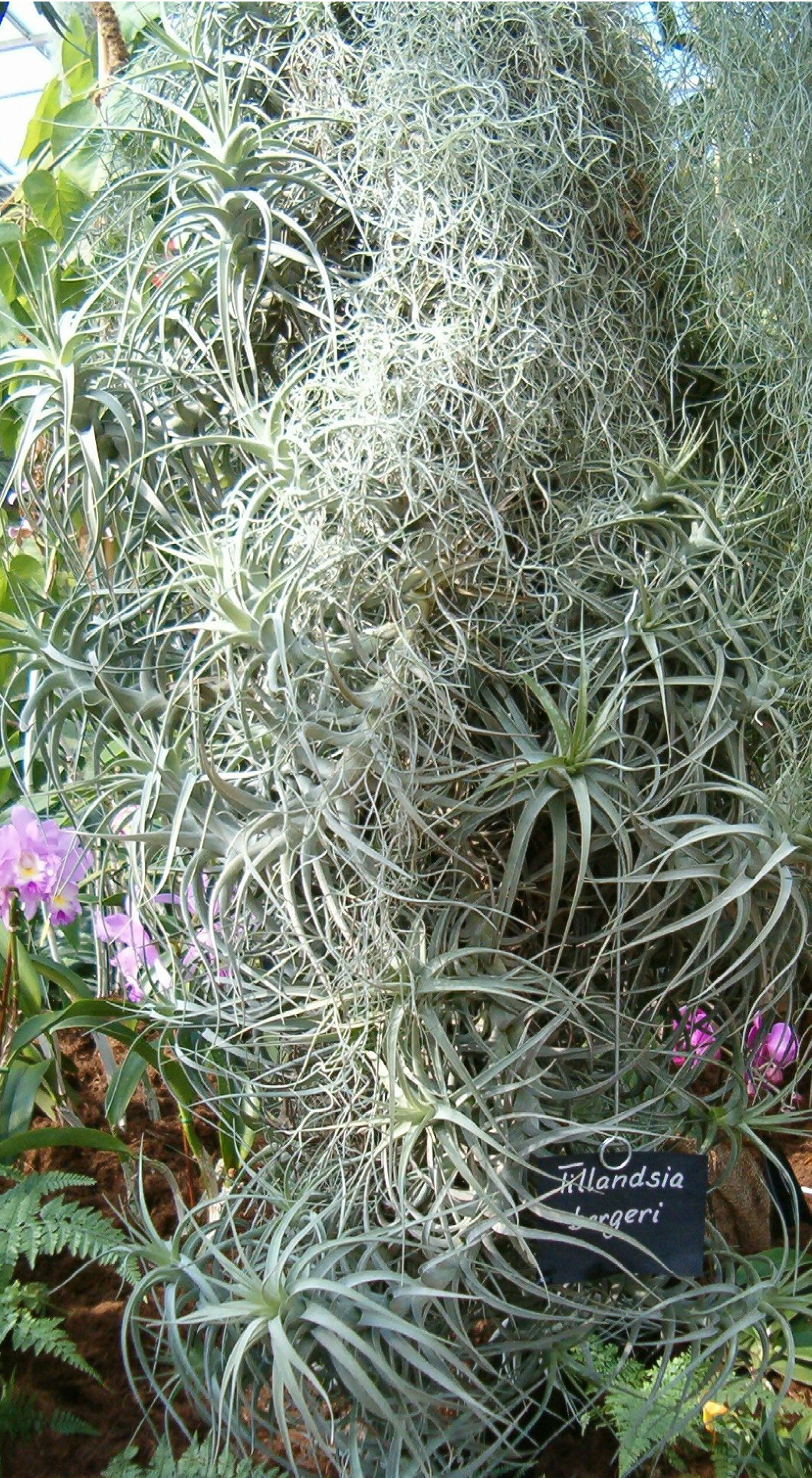

## Giống
- Tillandsia 'Bergos'
- Tillandsia 'Bob Whitman'